# Донарт
Донарт (корн. Dungarth; погиб 876 года) — король Корнуолла в 865—876 годах. Возможно, был братом Ферфердэна. Под его властью находилась лишь крайняя западная часть Корнуолла. Двор Донарта находился в Лис-Керруите (современный Лискарде). Донарт утонул во время охоты в 876 году. Ему наследовал Элуйд ап Ферфердэн.

## Биография
Считается, что он — «Донарт», записанный в надписи на Камне короля Доньерта, крестовом валу IX-го века, который стоит в приходе Сент-Клер в Корнуолле, хотя в надписи ему не присвоено никакого титула.
Согласно «Анналам Камбрии», он утонул в 875 году. Его смерть могла быть несчастным случаем, но она была записана в Ирландии как наказание за сотрудничество с викингами, которые преследовали западных саксов и ненадолго оккупировали Эксетер в 876 году, прежде чем были изгнаны. Альфредом Великим после победы Одды, элдормена Девоншира, в битве при Кинвите в 878 году
. Филип Пэйтон утверждает, что можно представить, что он утонул в реке Фоуи, недалеко от Камня короля Доньерта.